# Enrique Villalba Muñoz
Enrique Villalba Muñoz (Valladolid, 10 de febrer de 1878 - ?) fou un religiós i compositor espanyol, germà d'Alberto, Luis i Marcelino.
Les seves primeres obres daten de l'edat de dinou anys, en què va escriure un Capricho Español per a piano que va merèixer els elogis de Federico Olmeda i Felip Pedrell. Durant els primers anys de la seva carrera eclesiàstica fou el successor del seu germà Luis en els càrrecs de professor de música dels convents de Valladolid i La Vid (Burgos), escrivint diverses obres religioses.
El 1901 fou traslladat a São Paulo (Brasil), on col·laborà molt eficaçment en la fundació del seu orde religiós en aquella República, dant una sèrie de conferències-concerts per a piano, instrument de la seva predilecció que assolia dominar. El 1906 fou proposat per les classes d'harmonia i piano del Conservatori de São Paulo en unió del mestre Juan Gómez de Araujo i Maria Moté Amoroso, primer premi del Conservatori de París. En aquest interregne fins al 1909, en què fou destinat a El Escorial, alternà les seves classes de ciències naturals en el Col·legi de São Agostinho de São Paulo i la producció musical, escriví:
- Un Método de Harmonium, amb repertori clàssic antic i modern de l'escola espanyola.
- Escuela de escala y arpegios, per a piano conforme al sistema modern,
- Souvenir, per a piano,
- Mazurca, de concert per a piano,
- Danza burlesca; Tocata y canción; Cuento; Canción de Cuna; Danza Oriental; Capricho Elegíaco; Saudade, per a violí i piano,
- Largo Elegíaco, per a violoncel i piano.
- I d'altres diverses obres per a piano, religioses a veus i harmònium i algunes per a orgue.

Des de 1911 col·laborà amb el seu germà Luis en la redacció de la Biblioteca Sacro-Musical, de la que en fou censor eclesiàstic i en la que va escriure diverses obres religioses. El 1913 es traslladà a Barcelona i estudià a fons l'escola catalana i el 1929 es retirà a la província de Segòvia, on continuà laborant en silenci per l'art espanyol. Pertanyia a l'escola ultramoderna, servant-se en un sensat i just mitjà artístic, havent-se acreditat, a més, de castís escriptor en les seves conferències vers Los origenes del modernismo; Beethoven y sus obras; Arbós i Pérez Casa, etc.